# Вихър (ракетен комплекс)
РПК-1 „Вихрь“ (Индекс – 82Р, Класификацията на НАТО: SUW-N-1/FRAS-1) е съветски противолодъчен ракетен комплекс с корабно базиране. Приет на въоръжение с Постановление на правителството № 440 – 168 от 12 юни 1968 г.
Ракетата на комплекса има инерционна система за насочване, системи за самонасочване или външно дистанционно управление не са предвидени. Поражението на целта се осигурява от ядрената бойна част с мощност 10 килотон и радиус на поражение до 1,5 км.

## Описание
Главен разработчик е НИИ-1 (днес Московски институт по топлотехника) под ръководството на главния конструктор Н. П. Мазуров. Пусковите установки са разработени в СКБ-203 МАП (днес КБ „Старт“) под ръководството на А. И. Яскин.
Главният кораб от проекта 159 СКР-1, в средата на 1960-те е преоборудван в експериментален кораб за изпитанията на първия комплекс. За това от кораба е демонтирано цялото въоръжение, разположено на носовата част, а вместо него е поставена двурелсовата насочваща се пускова установка МС-18 и система за зареждане за осем ракети.
Комплексът е поставен на авионосните кораби от проекта 1123 и на някои от проекта 1143.
Комплексът е приет на въоръжение във ВМФ на СССР на 12 юни 1968 г. Експлоатацията на комплекса продължава до края на службата на петте кораба, на които е поставян. Последните кораби от проектите 1123 и 1143 са отписани през средата на деветдесетте години.

## Пускови установки
- МС-18 e двухрелсова стабилизирана насочваща се ПУ стоящ тип с долно окачване за две ракети, устройство за съхранение, подаване и зареждане. Боезапасът се съхранява в подпалубен погреб и в 2 въртящи се барабана под ПУ. Барабанът вместява 8 ракети разположени вертикално и има един подаващ люк. За пуск на следващата ракета барабана се завърта, за да може поредната ракета да заеме позиция под подаващия люк. Погребът е оборудван със системи за контрол на микроклимата, пожарогасене, контрол на нивото на излъчването. Използва се на опитния кораб ОС-332 и противолодъчните крайцери от проекта 1123: „Москва“ и „Ленинград“.
- МС-32 е двурелсова стабилизирана насочваща се ПУ стоящ тип с долно окачване за две ракети, устройство за съхранение, подаване и зареждане. Боезапасът се съхранява в 2 барабана под ПУ. Барабанът вместява 16 ракети разположени вертикално и има един подаващ люк. За пуск на следващата ракета барабана се завърта, за да може поредната ракета да заеме позиция под подаващия люк. Погребът е оборудван със системи за контрол на микроклимата, пожарогасене, контрол на нивото на излъчването. Използва се на авионосните крайцери от проекта 1143: „Киев“, „Минск“ и „Новоросийск“.

## Противолодъчна ракета
82Ре неуправляема, с двукамерен твърдогоривен двигател и нормална аеродинамична конфигурация.
При старта на ракетата от късата направляваща се включва твърдогоривния двигател на ракетата с осево сопло. След слизането на ракетата от направляващите на ПУ се пуска двигателят за завъртане, с помощта на който се осъществява стабилизацията на ракетата, за сметка на нейното въртене от косо поставените сопла на двигателя за завъртане и аеродинамичните стабилизатори.
Детонацията на ядрената бойна част се осъществява на дълбочини от 0 до 200 метра, с радиус на поражение от 1,2 – 1,5 км съответно.
Скоростта на хода на кораба при пусковете на ракетите може да бъде 32 възела.

## Система управления
Корабната система за управление и насочване „Спрут“ (система за управление на стрелбата ПУСТБ-1123) е разработена от ЦКБ-209 и включва:
- Централен прибор за управление на стрелбата (ЦПУС), който осигурява насочването на ПУ по азимут и ъгъл, управление на предстартовата подготовка и единичен или залпов пуск от ПУ.
- Приставката „Тифон“ изчислителна машина (ИМ) осигуряваща обработката на информацията за целеуказание, обработка на данните, класификация на целите с избор на типова схема за използване на противолодъчното оръжие на кораба и определяне на главната цел, разпределение на целите между противолодъчното оръжие.
- Жировертикал, който автоматично дава данни за отчитане на ъглите на борвото и киловото люлеене в системата за управление на ПУ.
- Главно средство за целеуказание са корабните хидроакустични средства за контрол на надводната и подводната обстановка.
- Станция от измерителни прибори, която осигурява контрол на параметрите на мрежата и разпределение на електрозахранването по приборите на КСУ.
- Превключватели и съединителни кутии за осигуряване на захранване и прекъсване между приборите на системите за управление.

Корабната система за управление и насочване „Спрут“ има силова електрическа трансмисия за дистанционно автоматично завъртане на ПУ във вертикалната и хоризонталната плоскости, работи от системите за обмен на информация МВУ-200 „Море-У“ или хидроакустичните средства по типови схеми в зависимост от обстоятелствата за воденето на боя.
По подводни цели приетите данни за целеуказание постъпват в изчислителната машина (ИМ), на приставката „Тифон“, която определя оптималният алгоритъм за поражение на целта с противолодъчното оръжие на кораба в зависимост от далечината до нея. Ракетата или ракетите при залпова стрелба се подават от барабана на направляващите ПУ. ПУ се завърта по азимут и ъгъл в посока на целта. След старта на ракетата или ракетите при залпова стрелба те се извеждат на траекторията на полет в направление към целта. Полетът на ракетата или ракетите е неуправляем. При подход към целта в точката на очакваните координати ракетата или ракетите извършват пускане на бойната част (бомбата). Атаката на целта става от висока траектория на полета на ракетата. Пуснатата от носителя бомба има предварително зададена преди старта дълбочина на детониране на СБЧ до 200 метра. За сметка на огромната кинетична енергия на взрива на ядрената БЧ тя може да унищожи всякакви цели в радиус 1,5 км от точката на взрив, на дълбочина до 500 метра и на далечина до 24 км от мястото на старта.
По надводни кораби приетите данни за целеуказание постъпват в изчислителната машина (ИМ), на приставката „Тифон“, която определя оптималният алгоритъм за поражение на целта с оглед разчетно предварение. Ракетата или ракетите при залпова стрелба се подават от барабана на направляващите ПУ. ПУ се завърта по азимут и ъгъл в посока на целта. След старта на ракетата или ракетите при залпова стрелба те се извеждат на траекторията на полет в направление целта. Полетът на ракетата или ракетите е неуправляем. При подход към целта в точката на очакваните координати ракетата или ракетите извършват пускане на бойната част (бомбата). Атаката на целта става от висока траектория на полета на ракетата. Пуснатата от носителя бомба има предварително зададена преди старта дълбочина на детониране на СБЧ 0 метра. За сметка на огромната кинетична енергия на взрива на ядрената БЧ тя може да унищожи всякаква надводна цел или корабен ордер в радиус 1,2 км от точката на взрив и на далечина от 10 до 24 км от мястото на старта.

## Вихрь-М
В началото на 1970-те г. НИИ-1 разработва модифициран вариант „Вихрь-М“, който в крайна сметка не е реализиран (проектът е закрит през 1973 г.).